# Sperrin Mountains
Die Sperrin Mountains (kurz Sperrins; irisch Sliabh Speirín) sind eine Bergregion in Nordirland mit Erhebungen bis über 670 m Höhe. Sie erstrecken sich zwischen dem County Londonderry im Westen und dem Lough Neagh im Osten. Der Sawel Mountain ist mit 678 m die höchste Erhebung in den Sperrins, die eine charakteristische Gletscherlandschaft sind. Speirín steht für kleiner Bergsporn.
Die Sperrins bestehen aus Schiefer, metamorphen Gesteinen und Quarziten. Die ursprünglichen Felsen, meist Kalk-, Sand- und Tonsteine wurden durch die enorme Hitze und den Druck der Gebirgsbildung verändert. Die Berge wurden gebildet als die nordamerikanische und eurasischen Platte im Ordovizium, vor 440 bis 500 Millionen gegeneinander stießen. Die Berge selbst sind erodiert und nur ihre Wurzeln – die metamorphen Gesteine im Kern der einst riesigen Berge – blieben erhalten.

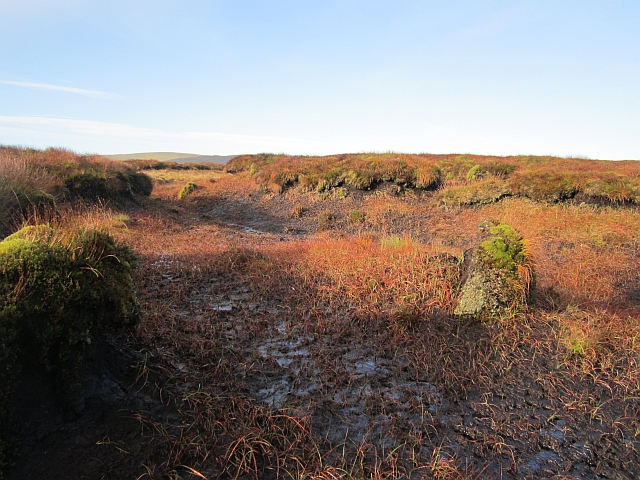
Moor in den Sperrin Mountains

Die Region ist Area of Outstanding Natural Beauty. Zehn Kilometer nördlich von Omagh im County Tyrone liegt im Gortin Glen, einem beliebten Wandergebiet, das Freilichtmuseum Ulster History Park. Es gibt markierte Wanderwege durch den Wald und eine neun Kilometer lange Rundroute per Auto. Der etwa 1534 Hektar große Gortin Glen Forest Park eröffnete 1967. Das An Creagan Visitor Centre und das Sperrin Heritage Centre befinden sich in Omagh. Die Steinkreise von Beaghmore liegen 13,5 km nordwestlich von Cookstown im County Tyrone.